# Чемпионат мира по бобслею и скелетону 1994
46-й чемпионат мира по бобслею и скелетону прошёл с 5 по 6 февраля 1994 года в городе Альтенберг. Этот чемпионат был примечателен тем, что проводился в год Олимпиады, так как соревнования у мужчин по скелетону не были включены в программу Зимних Олимпийских игр 1994.

## Скелетон

### Соревнования у мужчин
| Место | Спортсмен      | Страна    | Итоговый результат |
| ----- | -------------- | --------- | ------------------ |
|       | Грегор Штели   | Швейцария | 3:59.35            |
|       | Анди Шмид      | Австрия   | 3:59.40            |
|       | Франц Планггер | Австрия   | 3:59.62            |

## Медальный зачёт
| Место | Страна    | Золото | Серебро | Бронза | Всего |
| ----- | --------- | ------ | ------- | ------ | ----- |
| 1     | Австрия   | 0      | 1       | 1      | 2     |
| 2     | Швейцария | 1      | 0       | 0      | 1     |